# Compsocephalus kachowskii
Compsocephalus kachowskii är en skalbaggsart som beskrevs av Olsoufieff 1902. Compsocephalus kachowskii ingår i släktet Compsocephalus och familjen Cetoniidae. Utöver nominatformen finns också underarten C. k. werneri.